# Chiến dịch Kerch–Eltigen (1943)
Chiến dịch Kerch-Eltigen là một chiến dịch đổ bộ đường biển do Hồng quân Liên Xô tổ chức, diễn ra trong cuộc Chiến tranh Xô-Đức thuộc Chiến tranh thế giới thứ hai. Khởi sự ngày 31 tháng 10 và kết thúc ngày 11 tháng 12 năm 1943, chiến dịch do Phương diện quân Bắc Kavkaz và Hạm đội Biển Đen phối hợp thực hiện với mục tiêu tạo dựng một bàn đạp trên bán đảo Kerch thuộc phía Đông của Krym, làm tiền đề cho việc đánh bại hoàn toàn Tập đoàn quân 17 (Đức) tại khu vực này. Qua hơn một tháng chiến đấu, đầu cầu đổ bộ thứ hai tại Eltigen trên hướng phụ công bị quân Đức và Rumani chiếm lại nhưng đầu cầu đổ bộ trên hướng chủ công tại khu vực mũi Yenikale (Đông Bắc thành phố Kerch) được củng cố vững chắc và trở thành bàn đạp cho mũi trợ công của Tập đoàn quân độc lập Duyên hải phối hợp với Phương diện quân Ukraina 4 đánh tan Tập đoàn quân 17 (Đức) giải phóng toàn bộ bán đảo Krym nửa năm sau đó.

## Bối cảnh
Đến nửa cuối năm 1943, sau các chiến thắng tại Novorossiysk và Taman, quân đội Liên Xô đã hoàn toàn trục xuất quân Đức khỏi khu vực Kavkaz và tiến sát đến bờ biển phía Đông của bán đảo Krym. Quân Đức lui về cố thủ tại khu vực bán đảo Kerch, mỏm đất nằm tại phần phía Đông của Krym, cách bán đảo Taman một eo biển nhỏ: eo Kerch. Ngoài việc củng cố các công sự trên đất liền, quân đội Đức còn thả thủy lôi và bố trí nhiều bãi mìn dọc theo bờ biển nhằm ngăn chặn quân đội Liên Xô vượt biển đánh vào đây.
Kế hoạch ban đầu nhằm giải phóng Krym của quân đội Liên Xô không đặt mục tiêu đổ bộ lên bán đảo Kerch. Ngày 22 tháng 9 năm 1943, Nguyên soái A.M.Vasilevsky đề nghị chuyển toàn bộ các đơn vị của Phương diện quân Bắc Kavkaz về eo đất Perekop để tập trung binh lực từ phía Bắc đột kích vào Krym từ hai hướng Perekop và Chongar. Bộ Tổng tham mưu Liên Xô nhận thấy kế hoạch này có ưu điểm là tập trung binh lực, tạo sức đột phá nhanh, mạnh và dứt điểm để mở cửa vào Krym, đồng thời không phải tổ chức một chiến dịch đệm nhằm đổ quân từ Taman sang Kerch mà theo tính toán của Bộ Tổng tham mưu Liên Xô, các chiến dịch đổ bộ đường biển thường gây tổn thất lớn về nhân mạng và vật chất. Tuy nhiên, điểm yếu của kế hoạch này là để cho hướng Kerch trở nên thụ động. Tập đoàn quân 17 (Đức) sẽ rút phần lớn lực lượng từ hướng bán đảo Kerch về để tăng thêm mật độ phòng ngự trên hướng Chongar - Dzhankoy. Việc di chuyển cả một Phương diện quân trên cự ly hơn 400 km vòng qua Rostov rất khó che giấu được trinh sát của quân Đức. Cân nhắc tất cả các khía cạnh thuận lợi và bất lợi, I. V. Stalin cho rằng vẫn cần mở thêm hướng phụ công ở Kerch để căng mỏng hỏa lực và binh lực của Tập đoàn quân 17 (Đức) ra hai hướng. Ngoài ra, chiến dịch đệm này còn buộc Tập đoàn quân 17 (Đức) phải để lại một phần binh lực ở Kerch, tạo điều kiện cho Phương diện quân Ukraina 4 thanh toán bàn đạp Nikopol của Tập đoàn quân 6 (Đức) và chia cắt Tập đoàn quân 17 (Đức) tại Krym. Thời gian mở chiến dịch có thể phải lùi lại nhưng bảo đảm chắc thắng hơn. Do đó, Đại bản doanh Liên Xô (STAVKA) quyết định mở chiến dịch đổ bộ Kerch-Eltigen như một chiến dịch đệm để chuẩn bị cho cuộc tổng công kích vào Krym sau khi hất được Tập đoàn quân 6 (Đức) sang bên kia sông Dniepr.
Trong lịch sử Chiến tranh Xô-Đức, đây là cuộc đổ bộ lần thứ hai của quân đội Liên Xô lên bán đảo Kerch và là lần đổ bộ cuối cùng của cuộc chiến này tại đây. Rút kinh nghiệm cuộc đổ bộ trước đó vào đầu năm 1942, Hạm đội Biển Đen được lệnh chuẩn bị đầy đủ hơn các tàu vận tải, phà biển, xuồng đổ bộ cỡ lớn và điều động nhiều chiến hạm cùng không quân của hạm đội hỗ trợ tối đa cho cuộc đổ bộ.

## Binh lực và kế hoạch

### Quân đội Liên Xô

#### Binh lực
Lực lượng đổ bộ ở Kerch
(Đến ngày 3 tháng 11 năm 1944)

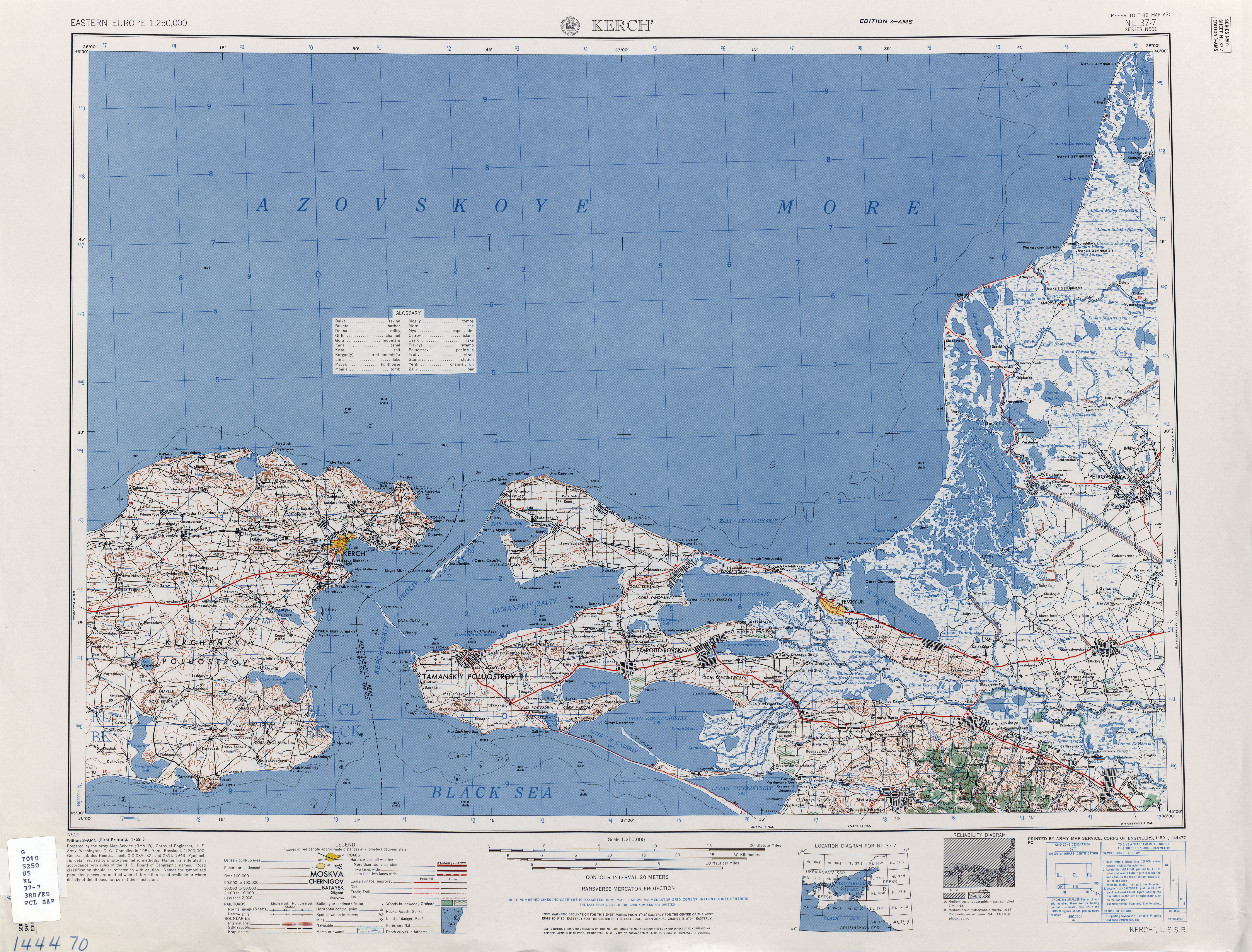
Bản đồ quân sự khu vực Mũi Kerch, eo biển Kerch và khu vực Taman

- Một bộ phận Tập đoàn quân 56 và các đơn vị tăng cường:[8]
  - Quân đoàn bộ binh cận vệ 11 gồm các sư đoàn bộ binh cận vệ 2, 32 và sư đoàn bộ binh 414
  - Trung đoàn cận vệ 1 của Sư đoàn cận vệ Taman số 2
  - Tiểu đoàn hải quân đánh bộ 369 thuộc Hạm đội Biển Đen

Đến ngày 4 tháng 12 năm 1944
- Toàn bộ Tập đoàn quân 56 đổ bộ lên bán đảo Kerch
- Quân số còn lại của Sư đoàn bộ binh 318 và Tiểu đoàn hải quân đánh bộ 386 về hội quân với Tập đoàn quân 56 tại Mũi Kerch.

Tổng binh lực 75.040 người, 450 pháo trên 45 mm, 187 súng cối, 764 xe vận tải (trong đó có 58 xe xích), 128 xe tăng, 7.180 tấn đạn, 2.770 tấn lương thực, thực phẩm, 2.172 con ngựa.
Lực lượng đổ bộ ở Eltigen
- Sư đoàn bộ binh 318 Novorossiysk (chỉ huy: Đại tá V. F. Gladkov), biên chế gồm có:
  - Trung đoàn bộ binh 1331
  - Trung đoàn bộ binh 1337
  - Trung đoàn bộ binh 1339
  - Trung đoàn bộ binh cận vệ 335 của Sư đoàn bộ binh cận vệ 117
- Tiểu đoàn 1 của Lữ đoàn bộ binh hải quân đánh bộ số 255
- Tiểu đoàn hải quân đánh bộ 386 của Hạm đội Biển Đen

Tổng binh lực: 9.418 người.
Đến cuối chiến dịch, quân đội Liên Xô đã chuyển đến khu vực Kerch 130.000 người, 125 xe tăng, hơn 2.000 đại bác và súng cối. Hơn 1.000 máy bay của Tập đoàn quân không quân số 4 và một phần lực lượng không quân thuộc Hạm đội Biển Đen và 119 tàu các loại đã tham gia vận tải, yểm hộ đường biển và hỗ trợ cho lực lượng trên bộ trong suốt chiến dịch.

#### Kế hoạch
Thượng tướng I. Ye. Petrov, tư lệnh của Phương diện quân Bắc Kavkaz (đến ngày 20 tháng 11 năm 1943 được tổ chức lại thành Tập đoàn quân độc lập Duyên hải) là người vạch kế hoạch chiến dịch và là chỉ huy chung của chiến dịch. Tư lệnh hạm đội Biển Đen là phó đô đốc L. A. Vladimirsky chịu trách nhiệm yểm hộ đường biển. Hải đội Azov do Chuẩn đô đốc S. G. Gorshkov chỉ huy và căn cứ hải quân Novorossiysk do Chuẩn đô đốc G. N. Kholostyakov chỉ huy chịu trách nhiệm bảo đảm tàu bè, phương tiện đổ bộ và vận tải hậu cần cho chiến dịch.
Kế hoạch của quân đội Liên Xô là tổ chức một cuộc đổ bộ lên bán đảo Kerch ở hai vị trí: vị trí chính ở mũi đất Yenikale phía Đông Bắc thành phố Kerch và vị trí phụ ở Eltigen (nay là Geroevskoe). Theo dự kiến, 3 sư đoàn của Quân đoàn bộ binh 11 (Tập đoàn quân 56) sẽ được Hải đội Azov chuyên chở đến vị trí đổ bộ ở Kerch. Sư đoàn bộ binh 318 của Tập đoàn quân 18 sẽ được Hạm đội Biển Đen đưa đến Eltigen. Sau khi thành lập được hai bàn đạp vững chắc tại đây, hai cánh quân Liên Xô sẽ tiến theo hướng giao nhau, đánh chiếm cảng Kerch và khu vực Kamysh-Burun.

### Quân đội Đức Quốc xã
Cánh Đông của Tập đoàn quân 17 (chỉ huy: Thượng tướng Erwin Jaenecke)
- Quân đoàn bộ binh 5 của tướng Karl Allmendinger gồm các sư đoàn bộ binh 50, 98 (Đức), Sư đoàn bộ binh 19 (Romania), Tiểu đoàn xe tăng 150, Trung đoàn pháo binh, Trung đoàn pháo chống tăng (45 khẩu), Trung đoàn súng cối, Tiểu đoàn cơ giới trinh sát, công binh, các tiểu đoàn phòng không.[11]
- Sư đoàn bộ binh sơn chiến 3 (Romania).
- Sư đoàn kỵ binh 6 (Romania).

Tổng binh lực 85.000 quân, 225 pháo và súng cối, 50 xe tăng.
Tuyến đầu trên hệ thống phòng thủ của quân Đức ở Kerch dựa vào các công trình kiên cố ở Opasnaya (???), Zhukovka (???), đèn biển Fomar ở ven bờ. Tuyến hai dựa vào các công trình xây dựng ở các làng Kapkany (???), Kolonka (???), Baksy (???) và Ossoviny. Tuyến thứ ba là vành đai nội đô Đông Bắc Kerch và các cứ điểm Adzhimushkay, Bulganak (???) và Katerlez (???). Trên hướng Eltigen, quân Đức chỉ có hai tuyến phòng thủ với hai trung tâm lớn là Eltigen và Kamysh-Burgun. Sư đoàn bộ binh 50 (Đức) và Sư đoàn sơn chiến 3 (Romania) chịu trách nhiệm phòng thủ hướng Kerch. Sư đoàn kỵ binh 6 và Sư đoàn bộ binh 19 (Romania) phòng thủ hướng Eltigen. Sư đoàn bộ binh 98 (Đức) đóng tại Kamysh-Burgun, ở giữa hai cánh quân chủ yếu.
Ở các cảng Kerch, Kamysh-Burgun, Feodosiya, Kiyk-Atlama quân Đức bố trí 36 tàu đổ bộ, 25 tàu phóng lôi tuần tiễu, và 6 tàu quét mìn. Đến đầu chiến dịch quân Đức được tăng cường thêm 60 tàu, xuồng đổ bộ các loại.

## Diễn biến

### Cuộc đổ bộ của Quân đội Liên Xô
Đêm 30 rạng ngày 31 tháng 10 năm 1943, các tàu đổ bộ của quân đội Liên Xô bắt đầu xuất phát từ các căn cứ Krotkov (???) và Taman. Hướng đổ bộ đầu tiên được xác định tại Eltigen theo kế hoạch "hướng phụ trước, hướng chính sau". Thời tiết xấu, đêm tối và địa hình ven biển hiểm trở đã làm cho việc sử dụng các tàu hải quân không đồng nhất về chủng loại phải tổ chức đội hình mang tính bất quy tắc và tốc độ hành quân chậm lại. Đến 5 giờ sáng ngày 31 tháng 10, các tàu vận tải chở Sư đoàn bộ binh 318 (thuộc Tập đoàn quân số 18) và Tiểu đoàn hải quân đánh bộ 386 phải đè sóng để cập bờ nhưng không thành công, một số tàu bị va vào đá ngầm và thủy lôi đã chìm. Chỉ có khoảng 2.500 người đổ bộ thành công lên khu vực Eltigen. Số tàu còn lại phải chở quân quay về căn cứ chờ thời tiết thuận lợi hơn.
Sau một trận đánh ngắn nhưng quyết liệt, quân đội Liên Xô đã đánh lui các phân đội tiền tiêu của Sư đoàn bộ binh 19 (Romania) đang tuần tra ven bờ biển Eltigen nằm giữa hai đầm nước Churuboshkoye và Tobechikskoye. Bộ tư lệnh Phương diện quân Bắc Kavkaz muốn lợi dụng hai đầm nước này sẽ là các chướng ngại tự nhiên che chắn hai bên sườn của căn cứ bàn đạp, ngăn chặn quân đội Đức Quốc xã phản kích. Các pháo hạm của hạm đội Biển Đen đã được chỉ thị các vật chuẩn để xạ kích và hướng chính diện của căn cứ bàn đạp. Ngày 1 tháng 11, Sư đoàn 318 và Tiểu đoàn 386 đã được tiếp viện thêm 600 người, 12 khẩu pháo và tiếp tục tấn công. Đến cuối ngày 1 tháng 11, họ đã mở rộng phạm vi đánh chiếm sâu 2 km, rộng 5 km trên địa phận làng Eltigen.
Tướng Karl Allmendinger không ngờ lại có chuyện đó. Mặc dù trinh sát đường biển và đường không của quân Đức xác định có việc tập trung quân đội Liên Xô trên bán đảo Taman và có dấu hiệu các tàu bè ở căn cứ Novorossyisk đã di chuyển nhưng Bộ Tham mưu của Tập đoàn quân 17 (Đức) phán đoán hướng đổ bộ sẽ là Kerch như người Nga đã làm năm 1942. Quân Đức lập tức điều chỉnh lại lực lượng. Ngày 2 tháng 11, Sư đoàn bộ binh 98 (Đức) từ Kamysh Bygun kéo xuống nhưng phải đi vòng qua đầm Churuboshkoye (???) để tấn công từ hướng Tây Bắc. Sư đoàn kỵ binh 6 (Romania) có 9 xe tăng yểm hộ mở cuộc đột kích và chính giữa đội hình Sư đoàn 318 (Liên Xô). Sư đoàn bộ binh 19 (Romania) từ Ogazli (???) men theo bờ phía Bắc đầm Tobechikskoye tấn công Tiểu đoàn 386. Tập đoàn quân không quân 4 điều 12 máy bay IL-2 có 4 chiếc Yak-1 yểm hộ tổ chức oanh tạc vào đội hình Sư đoàn kỵ binh 6 (Romania), bắn cháy 4 xe tăng, 8 khẩu pháo mặt đất, 6 khẩu pháo phòng không, 3 khẩu đội súng cối và bắn rơi 6 chiếc Me-109. Không quân Liên Xô mất 7 chiếc IL-2 do hỏa lực cao xạ Đức và 1 chiếc Yak-1 bị bắn rơi trong không chiến. Quân Đức và Romania vẫn tiếp tục gây sức ép nặng nề lên cụm quân đổ bộ của Liên Xô.
Trong khi các sư đoàn Đức và Romania đang bận đối phó với Sư đoàn 318 (Liên Xô) tại Eltigen thì đêm mùng 2 rạng ngày 3 tháng 11, hơn 4.400 quân của Sư đoàn bộ binh cơ giới cận vệ 2 "Taman", các sư đoàn bộ binh cận vệ 32 và 55 được các tàu vận tải của Hải đội Azov xuất phát từ Ilyich và Temryuk chuyên chở đã đổ bộ thành công lên Mayak, Zhukovka và Opasnaya trên mũi đất Kerch. Eo biển ở khu vực này chỉ rộng 16 km nên pháo binh tầm xa và các dàn hỏa tiễn Katyusha của Phương diện quân Bắc Kavkaz đặt trên doi đất Chushka có thể phát huy hỏa lực tối đa yểm hộ trực tiếp cho quân đổ bộ.
Ngày 3 tháng 4, Sư đoàn bộ binh 50 (Đức) và Sư đoàn bộ binh sơn chiến 3 (Romania) tổ chức phản kích nhưng đã vấp phải làn đạn dày đặc của pháo binh Liên Xô cùng với hơn 50 phi vụ oanh tạc bằng cả máy bay cường kích và máy bay ném bom của Tập đoàn quân không quân 4 (Liên Xô). Trong ngày 3 tháng 11, có thêm hơn 5.000 quân Liên Xô tiếp tục đổ bộ lên bán đảo, hội đủ đội hình của 3 sư đoàn bộ binh cùng với hơn 150 khẩu pháo và 56 xe tăng. Ngày 4 tháng 11, ba sư đoàn bộ binh cận vệ 2, 32 và 55 tiếp tục tấn công, đẩy Sư đoàn bộ binh 50 (Đức) lùi sâu thêm 10 km về phía Tây. Quân đội Liên Xô đánh chiếm làng chài Kavkany và cùng quân Đức chia đôi các thị trấn Baksy và Ossoviny.
Từ ngày 7 đến ngày 11 tháng 11, có thêm các sư đoàn bộ binh 227, 383 và Lữ đoàn xe tăng 63 (Liên Xô) đổ bộ lên mũi Kerch, nâng quân số lên 17.700 người. Bàn đạp Yenikale của quân đội Liên Xô được củng cố vững chắc. Mọi nỗ lực của Sư đoàn 50 (Đức) và Sư đoàn sơn chiến 3 (Romania) nhằm đánh bật cụm quân đổ bộ Liên Xô ra biển đều thất bại.

### Quân đội Đức Quốc xã phản công tại Eltigen
Bộ tham mưu Tập đoàn quân 17 (Đức) nhận thấy cánh quân đổ bộ của Liên Xô ở vị trí Eltigen nguy hiểm trực tiếp cho tuyến phòng thủ của quân Đức ở Kerch hơn là cánh quân ở mũi Yenikale. Dù sao thì mũi đất Yenikale cũng như một bán đảo nhỏ, ba hướng là biển, chỉ có một hướng tấn công duy nhất về phía Đông. Ngược lại, cánh quân ở Eltigen tuy yếu hơn nhưng ở vào vị trí có thể phát triển tấn công khắp phần đông bán đảo Kerch. Vì vậy, tướng Erwin Jaenecke quyết định thanh toán cánh quân yếu hơn ở bàn đạp Eltigen trước. Sau đó mới tính đến cánh quân ở Mũi Yenikale.
8 giờ sáng ngày 4 tháng 11, Sư đoàn 98 (Đức) và các sư đoàn bộ binh 19, kỵ binh 6 (Romania) tiếp tục công kích Eltigen. Trong khi các sư đoàn Đức và Romania chia làm sáu mũi đồng loạt tấn công thì không quân Đức cũng bắt đầu các hoạt động tấn công mặt đất. Các máy bay Ju-87 của không quân Đức bắt đầu trút bom xuống Eltigen, phá hỏng hai khẩu pháo và đài liên lạc của sư đoàn 318, làm gián đoạn sự chỉ huy của Sư đoàn 318 và các đơn vị trực thuộc. Đài phát tín vô tuyến của Tiểu đoàn hải quân đánh bộ 386 được sử dụng để thay thế. Ngày 4 tháng 4, Quân đội Đức Quốc xã đẩy lui cụm quân Eltigen đến lớp phòng thủ thứ hai. Tình hình cụm quân Liên Xô ở Eltigen trở nên phức tạp khi Phân đội tàu quét mìn số 3 của hải quân Đức đã rải bổ sung 1.200 quả thủy lôi và 2.500 quả mìn chạm nổ trên các luồng, lạch ra vào eo biển Kerch.
Nhận được điện báo về việc cụm đổ bộ chủ công đã đánh chiếm và đang mở rộng bàn đạp ở mũi Kerch. Đại tá V. F. Gladkov, Sư đoàn trưởng sư đoàn 318 tiếp tục tổ chức các trận phản đột kích và quân Đức ở phía Tây Bắc và quân Romania ở phía Tây Eltigen với mục đích thu hút càng nhiều quân Đức và Romania về đây càng tốt. Tuy nhiên, tướng Karl Allmendinger phải lo đối phó với cánh quân đổ bộ chủ yếu của Hồng quân tại Kerch nên quân Đức chỉ giữ thế cầm cự tại Eltigen và tích cực phong tỏa đường biển và đường không ở khu vực này. Khi các hạm tàu của hạm đội Biển Đen đang tập trung tiếp viện cho khu vực đầu cầu Kerch và gặp khó khăn bởi hàng rào thủy lôi của Đức còn đang được các tàu quét mìn bóc gỡ, Tập đoàn quân không quân 4 đã thay thế họ thả xuống khu vực Eltigen hàng trăm tấn vũ khí, đạn dược và lương thực thực phẩm.
Tướng Karl Allmendinger yêu cầu tướng Erwin Jaenecke tăng viện để giữ Kerch. Nhưng từ ngày 15 tháng 10 đến ngày 20 tháng 11, cánh Bắc của Tập đoàn quân 17 (Đức) phải lo đối phó với Chiến dịch Nizhni Dnieprovsk để giữ sự kết nối với Cụm tập đoàn quân Nam (Đức). Từ ngày 4 đến ngày 14 tháng 12, quân Đức và Romania buộc phải giữ thế cầm cự tại các bàn đạp của quân đội Liên Xô ở bán đảo Kerch. Chính trong những ngày này, Bộ Tổng tư lệnh tối cao quân đội Liên Xô đã điều Tập đoàn quân 18 (đơn vị lẽ ra phải đổ bộ lên Eltigen) đến tăng viện cho Phương diện quân Ukraina 1 lúc này đang tổ chức phòng ngự quyết liệt tại Kiev. Sư đoàn bộ binh 318 và các tiểu đoàn hải quân đánh bộ vẫn phải trụ lại ở bàn đạp Eltigen. Bộ tư lệnh Phương diện quân Bắc Kavkaz cho Sư đoàn trưởng V. F. Gladkov biết sẽ dùng không quân vận tải để thả dù tiếp tế cho sư đoàn.
Trong suốt gần 5 tuần hai bên cầm cự, pháo binh, không quân Đức và không quân Liên Xô đã biến Eltigen thật sự trở thành vùng "đất lửa". Pháo binh Đức lập lịch bắn phá ban ngày vào khu vực Eltigen từ 6 giờ sáng đến 7 giờ tối, trừ thời gian ăn sáng và ăn trưa khoảng 10 đến 15 phút mỗi lần. Trong khi đó, trên biển diễn ra các trận đánh ác liệt của các tàu tuần duyên thuộc Hạm đội Biển Đen chống lại các tàu tuần duyên Đức nhằm mở đường tiếp cận cánh quân đổ bộ đang bị bao vây. Trên không, các máy bay tiêm kích, ném bom và cường kích hai bên liên tục xuất hiện để yểm hộ cho lục quân dưới mặt đất. Trong các ngày 19 và 20 tháng 11, Trung đoàn không quân vận tải 889 đã thực hiện 253 phi vụ, thả xuống căn cứ đầu cầu Eltigen hơn 35 tấn vũ khí, đạn dược và lương thực. Nhưng chừng đó vẫn không thể đủ đáp ứng nhu cầu của Sư đoàn 318, đặc biệt là về đạn dược và vũ khí. Từ ngày 15 tháng 11, quân Đức bắt đầu tăng cường gây sức ép. Đội quân đổ bộ Liên Xô ở Eltigen cạn dần đạn dược, có khẩu pháo chỉ còn 3 - 4 viên đạn. Khẩu phần ăn hàng ngày của người lính chỉ còn lại 100 gam bích-cốt, nửa hộp thực phẩm và một ca nước đun sôi. Thương vong của họ tăng lên từng ngày nhưng không được bổ sung quân số.
Cuối tháng 11 năm 1943, Tập đoàn quân 17 (Đức) lùi về giữ eo đất Perekop và không còn hy vọng chọc thủng sự vây hãm qua một khoảng cách rất lớn mà quân đội Liên Xô đã chiếm giữ, ngăn cách giữa họ và Tập đoàn quân 6 (Đức). Tướng Erwin Jaenecke bắt đầu tính đến việc thủ tiêu các bàn đạp của Quân đội Liên Xô ở Kerch để "trừ hậu họa". Ông ta tăng viện cho tướng Karl Allmendinger Sư đoàn bộ binh 336 và một tiểu đoàn xe tăng lấy từ Quân đoàn bộ binh sơn chiến 49 để giữ cửa ngõ Kerch. Tướng Karl Allmendinger nhận thấy cánh quân Liên Xô ở Eltigen yếu hơn nhưng lại có vị thế nguy hiểm hơn nên quyết định thanh toán bàn đạp này trước tiên. V. F. Gladkov không phải không biết cuộc tấn công của quân Đức đang đến gần. Ngày 28 tháng 11, trinh sát của Trung đoàn 1339 phát hiện một số lớn xe tăng Đức tập trung ở phía Nam Churuvash (???). Kiểm kê lại quân số và phương tiện, Sư đoàn 318 và Tiểu đoàn 386 (Liên Xô) còn lại hơn 3.000 người, 15.000 viên đạn súng trường và tiểu liên, 8.000 viên đạn súng máy hạng nặng, 80 quả đạn pháo chống tăng, 160 lựu đạn, 180 kg bột ngũ cốc và 240 kg thực phẩm. Trong khi đó, việc tiếp tế vẫn không được cải thiện.
Trong các ngày 3 và 4 tháng 12, Không quân Đức tổ chức hơn 400 phi vụ oanh tạc xuống Eltigen. Ngày 5 tháng 12, Sư đoàn kỵ binh 6 (Romania) tổ chức một cuộc tấn công nghi binh từ Orgazly (???), phía Bắc đầm Tobechiskoye vào vị trí đóng quân của Tiểu đoàn 386 (Liên Xô) tại Tobechik (???) trong khi Sư đoàn bộ binh 19 (Romania) được sự yểm hộ của trọng pháo tổ chức tấn công ở phía Tây. Sư đoàn bộ binh 98 (Đức) và một tiểu đoàn xe tăng tấn công từ hướng Churuvash (???). Không còn đủ sức kháng cự lại ba sư đoàn Đức và Romania cùng lúc tấn công, đại tá V. F. Gladkov đề nghị Tư lệnh tập đoàn quân độc lập Duyên hải cho phá vây. Tướng I. E. Petrov đồng ý và yêu cầu sư đoàn đột phá về phía Bắc để hội quân với Tập đoàn quân 56 (Liên Xô) và sẽ có tàu đổ bộ hỗ trợ. Địa điểm sẽ ước hẹn sau trên đường rút quân. Tuy nhiên, sư đoàn buộc phải để lại hơn 1.000 thương binh nặng không thể đi lại được. Tiểu đoàn hải quân đánh bộ 386 tình nguyện ở lại cản hậu để Sư đoàn 318 rút quân.
Đêm 6 tháng 16, Tiểu đoàn 386 tổ chức công kích vào Churuvash. Sư đoàn bộ binh 19 (Romania) cùng Sư đoàn bộ binh 98 (Đức) kéo ra ngăn chặn. Trong khi đó, Sư đoàn 318 di chuyển ra ven biển, vòng tránh cánh quân chủ yếu của Sư đoàn 98 (Đức) đang tập trung về hướng Churuvash. Hơn 2.000 quân nhân còn lại của Sư đoàn 318 đã nhanh chóng vượt qua eo đất giữa đầm Churuvaskoye và eo biển Kerch, vòng qua phía Tây thị trấn Kamysh Bugun. Không nổ một phát súng, họ chỉ tiêu diệt những toán lính Đức tuần tra lẻ tẻ mà họ tình cờ bắt gặp bằng lưỡi lê, báng súng, dao găm và tiếp tục hành quân. Đến sáng ngày 7 tháng 12 đã đến sát phía Nam Kerch. Phát hiện quân đội Liên Xô rút quân, tướng Alfred-Hermann Reinhardt lệnh cho sư đoàn của mình kéo lên phía Bắc truy kích. Sư đoàn bộ binh 336 (Đức) vừa tăng cường cho Quân đoàn bộ binh 50 cũng từ nội ô Kerch kéo xuống chặn đánh. Ngày 7 tháng 12, Sư đoàn bộ binh 318 (Liên Xô) lại bị quân Đức bao vây một lần nữa ở núi Mitridam, phía Nam Kerch. Đại tá V. F. Gladkov dựa vào thế núi ăn sâu ra biển để tổ chức phòng ngự vòng tròn và điện về cho Tập đoàn quân độc lập Duyên hải yêu cầu trợ giúp. Các chiến hạm và các tàu phóng lôi của Hạm đội Biển Đen (Liên Xô) từ căn cứ Taman đã tạo thành một vòng phong tỏa bên ngoài vịnh Kerch, yểm hộ cho các tàu đổ bộ vào chân núi Mitridam, nơi có độ sâu lớn để cập bờ, đón bộ binh Liên Xô lên tàu. Đến sáng ngày 12 tháng 12, 1.500 quân nhân còn lại của Sư đoàn 319 đã được chuyển về Opasnoye. Những người bị thương được đưa về Taman điều dưỡng. Nhưng phần lớn Tiểu đoàn hải quân đánh bộ 386 (Liên Xô) đã vĩnh viễn nằm lại tại Eltigen.
Trong toàn bộ cuộc vây hãm tại Eltigen và các trận đánh ở núi Mitridat, Sư đoàn bộ binh 318 và Tiểu đoàn hải quân đánh bộ 386 (Liên Xô) mất khoảng 1.200 người chết trong chiến đấu. 1.570 bị bắt, phần lớn là những người bị thương nặng không thể đi lại được và một số y bác sĩ của tiểu đoàn quân y tình nguyện ở lại để chăm sóc thương binh. Quân Romania bắt được 25 khẩu pháo đã hết đạn.

### Quân đội Liên Xô củng cố bàn đạp Kerch
Sau khi nhận được Sư đoàn bộ binh 336 (Đức) từ Perekop kéo sang tăng viện, ngày 14 tháng 11 năm 1943, tướng Karl Allmendinger mở một cuộc tấn công lớn vào bàn đạp ở Mũi Kerch. Sư đoàn bộ binh 50 tấn công ở phía Bắc thị trấn Baksy (???), Sư đoàn bộ binh 336 tấn công ở phía Nam từ Kopolka (???). Mỗi sư đoàn có một tiểu đoàn xe tăng tấn công mở đường. Trong các ngày 14 và 15 tháng 11 diễn ra các trận đánh quyết định của quân đội Liên Xô để giữ căn cứ bàn đạp Kerch. Quân đoàn bộ binh sơn chiến 3 (Liên Xô) đã chặn được mũi đột kích của Sư đoàn bộ binh 50 (Đức) ngay trên tiền duyên. Quân đoàn bộ binh cận vệ 11 (Liên Xô) cũng tổ chức phòng ngự cứng rắn, đẩy lùi đòn công kích của Sư đoàn bộ binh 336 (Đức) về Kopolka (???). Ngày 16 tháng 11, tướng I. E. Petrov mở một cuộc phản công lớn vào Đông Bắc Kerch. Quân đoàn bộ binh cận vệ 11 đã đánh chiếm các cứ điểm Kapkany và Kopolka, uy hiếp cửa ngõ phía Bắc Kerch. Pháo binh tầm xa của Quân đoàn bộ binh cận vệ 11 đặt tại Kopolka đã có thể bắn trực chỉ vào nội đô Kerch. Trong các trận đánh tại Kapkany và Kopolka, quân Đức tổn thất 1.500 người chết, 26 pháo, 14 súng cối và 8 xe tăng bị phá hủy.
Ngày 20 tháng 11 năm 1943, Phương diện quân Bắc Kavkaz được tổ chức lại thành Tập đoàn quân độc lập Duyên Hải. Tuy nhiên, nhiệm vụ của nó vẫn không thay đổi. Đó là tiếp tục mở rộng căn cứ bàn đạp để phối hợp với Phương diện quân Ukraina 4 giải phóng Krym. Thượng tướng I. E. Petrov vẫn là tư lệnh Tập đoàn quân này. Ngày 7 tháng 12, Nguyên soái K. E. Voroshilov được Đại bản doanh quân đội Liên Xô cử đến Kerch để phối hợp hoạt động của Tập đoàn quân độc lập Duyên Hải với Hạm đội Biển Đen nhằm mở rộng đầu cầu Kerch. Cùng đi với ông có trung tướng S. M. Stemenko, Cục trưởng cục tác chiến. Tập đoàn quân độc lập duyên hải tiếp tục được tăng viện. Họ đã nhận được 17 xe tăng KV-3, 34 xe tăng T-34, 3 xe tăng hạng nhẹ T-70 và 35 xe tăng M3A1 của Mỹ. Ngày 9 tháng 12, Tập đoàn quân độc lập Duyên hải tiếp tục mở cuộc tấn công lên phía Bắc Mũi Kerch, Quân đoàn bộ binh 16 mới đổ bộ lên bán đảo đã tổ chức một đòn đột kích lớn vào Ossoviny, phối hợp với Lữ đoàn hải quân đánh bộ 225 của Hạm đội Biển Đen đổ bộ lên mũi Khronzh. Sư đoàn bộ binh 336 (Đức) phải bỏ Ossoviny và rút về phía Đông thêm 20 km. Quân đoàn bộ binh Sơn chiến 3 cũng tấn công ở giữa mặt trận, đánh chiếm thị trấn Baksy và dồn Sư đoàn sơn chiếm 3 (Romania) về Adzhimushkay. Các trận đánh đẫm máu đã diễn ra tại khu mỏ đá Adzhimushkay. Ngày 11 tháng 12, Sư đoàn sơn chiến 3 Romania phải bỏ chạy về Bulganak. Ở phía Nam, Quân đoàn bộ binh cận vệ 11 (Liên Xô) tiếp tục đẩy lùi Sư đoàn bộ binh 50 (Đức), tiến thêm 18 km và áp sát ngoại ô Đông Bắc Kerch.
Trước tình hình binh lực hai bên đã ở thế cân bằng, quân đội Liên Xô chuyển mục tiêu sang củng cố và mở rộng khu bàn đạp Kerch (Phương Tây gọi theo tên cũ từ thời Chiến tranh Krym là Yenikale). Từ ngày 12 tháng 12 năm 1943 đến đầu tháng 4 năm 1944, Quân đội Đức Quốc xã còn tiếp tục mở nhiều đợt công kích nhưng không thể trục được Quân đội Liên Xô khỏi bàn đạp chiến lược Kerch.

## Kết quả, đánh giá và ảnh hưởng

### Kết quả
Chiến dịch Kerch-Eltigen là một trong những chiến dịch đổ bộ quy mô lớn nhất của quân đội Liên Xô trong cuộc chiến tranh vệ quốc vĩ đại. Mặc dù chiến dịch không hoàn toàn thành công như mong đợi, thành quả của nó vẫn có ý nghĩa lớn về chính trị và quân sự. Đối với quân đội Đức Quốc xã thì chỉ một đầu cầu của quân đội Liên Xô ở Kerch cũng đủ để chia sẻ sức phòng ngự của Tập đoàn quân 17 (Đức) ở Krym sang hướng thứ hai, dù là hướng thứ yếu. Kết thúc chiến dịch, đến cuối tháng 12, Quân đội Liên Xô đã đưa 75.000 quân, 128 xe tăng, 582 đại bác, 187 súng cối, 764 ôtô tải và hơn 10.000 tấn đạn dược và khí tài tới bàn đạp Kerch. Quân đội Liên Xô tiếp tục mở rộng bàn đạp này, tiến sâu hơn 20 km vào đất liền và tiếp cận khu ngoại ô thành phố Kerch. Quân Đức tại Krym buộc phải điều bớt quân từ phía Perekop sang Kerch và phải từ bỏ ý định phản kích vào Phương diện quân Ukraina 4 lúc này đang tiến nhanh về phía Nam. Bàn đạp Kerch mà quân đội Liên Xô chiếm được trong chiến dịch Kerch-Eltigen sau này đã phát huy tác dụng đáng kể. Đến trước cuối tháng 3 năm 1944, tại bàn đạp Kerch đã tập trung 130.000 quân, gần 200 xe tăng và pháo tự hành, hơn 1.200 pháo và súng cối. Tập đoàn quân độc lập Duyên Hải trở thành một lực lượng quan trọng trong quá trình giải phóng bán đảo Krym trong năm 1944.

### Đánh giá
Trong lịch sử cuộc Chiến tranh vệ quốc vĩ đại, Chiến dịch đổ bộ lên Kerch và Eltigen có vai trò rất mờ nhạt và được phản ánh không đầy đủ trong suốt 27 năm. Trong 27 năm ấy, các nhà sử học Xô Viết chỉ nhắc đến các hoạt động của Tập đoàn quân độc lập Duyên Hải ở Kerch và hoàn toàn không nhắc đến hoạt động của Sư đoàn 318 ở Eltigen. Ngay cả Nguyên soái A. M. Vasilevsky khi viết về các hoạt động quân sự ở Krym cũng không nhắc đến bàn đạp thứ hai ở Eltigen. Người đầu tiên lên tiếng về hoạt động thứ hai của chiến dịch này ở Eltigen là Đại tá V. F. Gladkov, nguyên Sư đoàn trưởng Sư đoàn bộ binh 318 khi ông xuất bản cuốn sách "Đổ bộ lên Eltigen" vào năm 1972. Sau đó, nhiều sĩ quan quân đội và hải quân Liên Xô đã đề cập đến chiến dịch này một cách chi tiết tùy theo vai trò tham gia của họ trong chiến dịch. Nhờ đó, các hoạt động của Tập đoàn quân độc lập Duyên Hải và Sư đoàn bộ binh 318 tại Kerch và Eltigen được trả về đúng vị trí và vai trò lịch sử của nó.
Ở phương Tây, nhiều nhà nghiên cứu hầu như chỉ nhắc đến đến chiến thắng của quân đội Đức Quốc xã tại Eltigen mà họ cho rằng đã đánh bại toàn bộ Tập đoàn quân 18 (Liên Xô). Tuy nhiên, các tài liệu lưu trữ của người Nga cho thấy chỉ có Sư đoàn 318 và Tiểu đoàn hải quân đánh bộ 386 tham chiến tại đây. David M. Glantz cho rằng, các tướng Erwin Jaenecke và Karl Allmendinger đã bị quân đội Liên Xô đánh lừa. Đô đốc Karl Dönitz ghi nhận việc liên quân Đức-Romania chiếm lại căn cứ bàn đạp Eltigen nhưng thừa nhận việc quân Đức không chiếm lại được bàn đạp Kerch là một nguy cơ lớn cho Tập đoàn quân 17 và là một trong những nguyên nhân chủ yếu dẫn đến thất bại của tập đoàn quân này ở Krym.

### Ảnh hưởng
Những đơn vị Hồng quân xuất sắc nhất trong chiến dịch này đã được phong danh hiệu Cận vệ. Hàng trăm sĩ quan và binh sĩ được tặng thưởng các huân chương Cờ đỏ, huy chương Sao đỏ. 129 quân nhân Liên Xô tham gia chiến dịch được phong tặng danh hiệu Anh hùng Liên Xô.
Sau chiến tranh, làng Eltigen trở thành một thị trấn và được đổi tên thành Geroevskoye (tiếng Nga: "Герое" nghĩa là "Anh hùng").

## Di sản

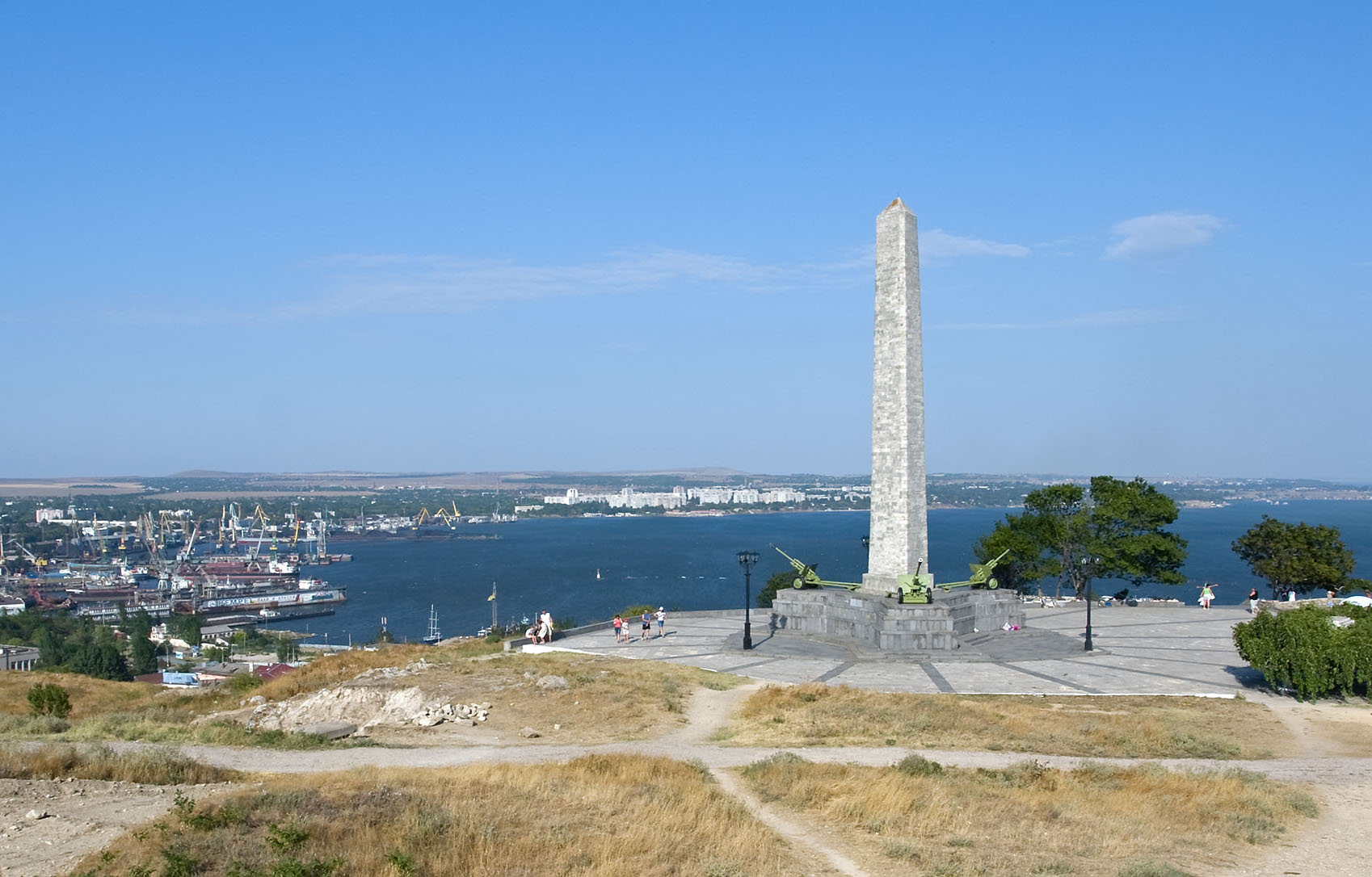
Đài tưởng niệm người lính Xô viết tại núi Mitridat, ngoại ô phía Nam thành phố Kerch

Tại núi Mitridat có một đài tưởng niệm các sĩ quan và binh sĩ Liên Xô đã tử trận tại Kerch trong quá trình giải phóng Krym (1943-1944). Đài kỷ niệm do kiến trúc sư Alexei Dmitrievich Kiselyov, nguyên là trung tá, tiểu đoàn trưởng tiểu đoàn bộ binh mô tô số 9 của Sư đoàn bộ binh cơ giới 255 thiết kế. Biểu tượng chính là một khối đá hoa cương hình trụ tam giác cao 24 m, có thể nhìn thấy nó từ cách 20 km, được đặt trên bệ tam cấp bằng đá cẩm thạch. Trên bệ đá còn có 3 khẩu pháo 76 mm hướng ra ba phía. Dưới chân cột đá hoa cương là phiến đá cẩm thạch hình cuốn sách mở khắc tên 146 Anh hùng Liên Xô và danh sách 21 đơn vị quân đội và hải quân Liên Xô được mang danh hiệu vinh dự "Kerch".
Địa danh Kerch được dùng để đặt tên cho một chiến hạm chống ngầm cỡ lớn BPK "Kerch" lớp 1134-B (tên mã là "Berkut-B", NATO gọi là lớp tàu "Kara Boucard") của Hải quân Liên Xô năm 1972. Chiếc tàu này hiện nay vẫn đang hoạt động trong biên chế Hạm đội Biển Đen của Nga.
Một tiểu hành tinh phát hiện vào năm 1971 bởi nhà thiên văn học Liên Xô Tamara Mikhaylovna Smirnova được đặt tên là 2217 Eltigen nhằm kỷ niệm cho chiến dịch đổ bộ của quân đội Liên Xô lên bán đảo Kerch vào cuối năm 1943. Cùng năm đó, T. M. Smirnova cũng phát hiện một tiểu hành tinh khác được đặt tên là 2216 Kerch, cũng nhằm kỷ niệm trận đánh này.